# Pittura fiamminga a Firenze

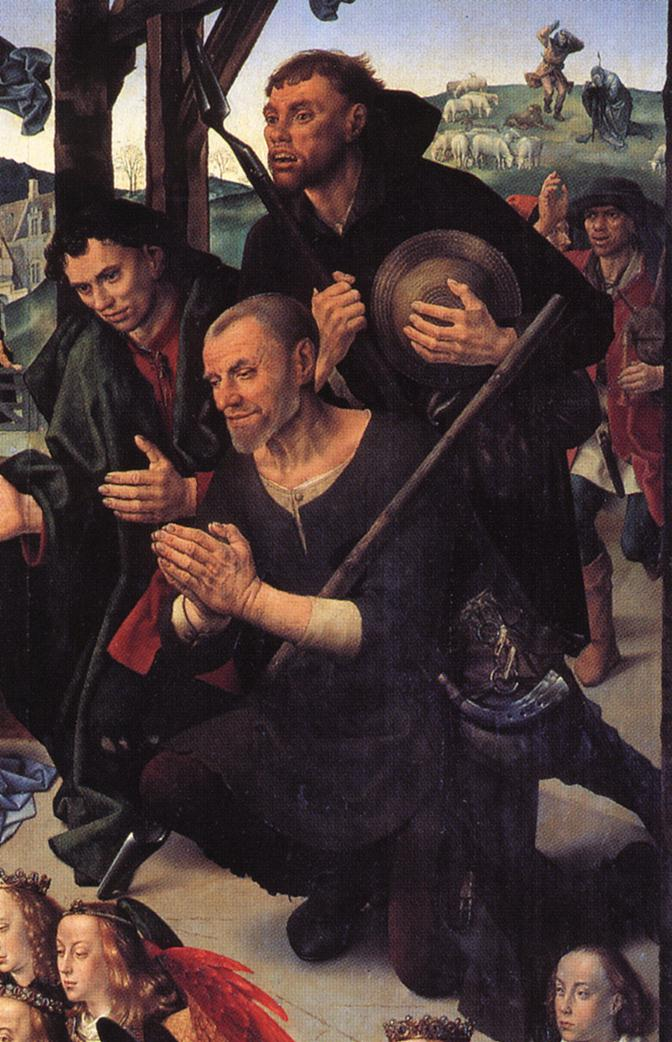
Pastori nel Trittico Portinari di Hugo van der Goes.

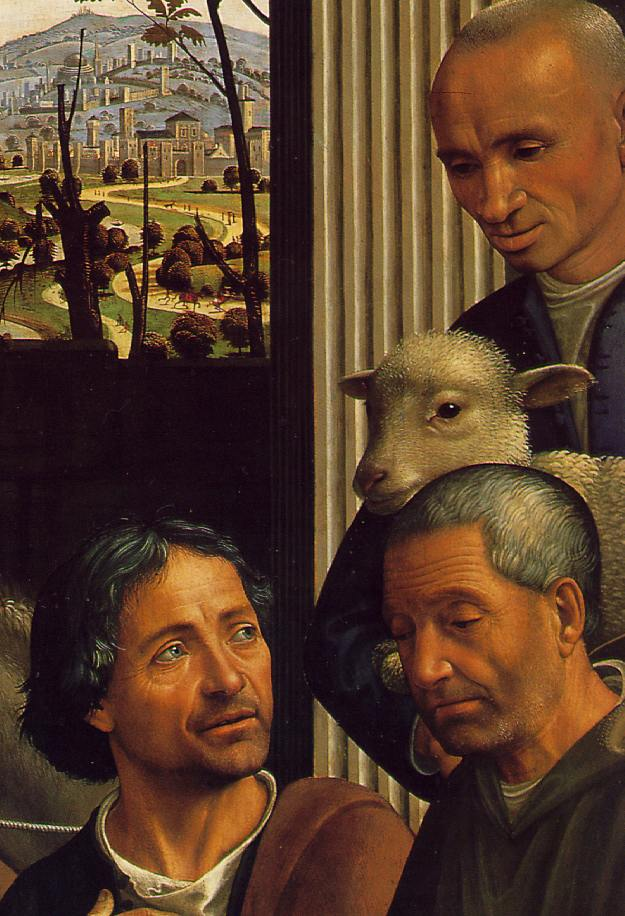
Pastori nell'Adorazione del Ghirlandaio.

A Firenze la pittura fiamminga ebbe una cospicua diffusione a partire dal XV secolo, influenzando la scuola locale grazie alle opere portate in città dai numerosi mercanti e banchieri toscani attivi nelle Fiandre.

## Storia

### I fiamminghi a Firenze
Con la conquista di Pisa e del suo porto nel 1406, Firenze si garantì un importante sbocco sul mare che permise un rinnovato sviluppo dei commerci con paesi lontani, tra cui le Fiandre, che ebbero una notevole rilevanza per traffico di merci e di idee. Toscana e Fiandre dopotutto vivevano nel XV secolo un'irripetibile stagione di vitalità artistica. Rapporti diplomatici venivano intessuti tra i Medici e i duchi di Borgogna. 
I primi contatti con la cultura fiamminga sono comunque documentati dagli anni 1450-1460, in occasione del viaggio di Rogier van der Weyden in Italia, che fece sosta anche a Firenze, influenzasi reciprocamente con gli artisti locali (come Beato Angelico) e lasciando alcune opere per i Medici, come il Compianto e sepoltura di Cristo e la Madonna Medici. Anche Jan van Eyck potrebbe aver visitato Firenze e lasciato ai Medici il San Girolamo nello studio oggi a Detroit, che influenzò probabilmente, anni dopo, Ghirlandaio e Botticelli. 
Scambi artistici più cospicui e durevoli con le Fiandre furono favoriti da una singolare congiuntura per cui vivevano a Bruges, Gand, Bruxelles e Anversa una notevole comunità di mercanti e banchieri soprattutto fiorentini e lucchesi, che lì intessevano relazioni commerciali e tenevano aperte filiali delle banche italiane.

### Famiglie fiorentine nelle Fiandre
Famiglie fiorentine come i Tani, i Portinari, gli Arnolfini, i Canigiani, i Cavalcanti, i Tornabuoni, i Baroncelli e altre furono committenti degli artisti fiamminghi, inviando talvolta le opere in madrepatria, dove influenzarono gli artisti del posto. Vennero destinate così a Firenze opere di  Hugo van der Goes (il Trittico Portinari),  Hans Memling (numerose opere, tra cui il Trittico del Giudizio Universale intercettato però dai pirati e portato a Danzica dove si trova tutt'oggi) e Petrus Christus (un Ritratto femminile nelle collezioni Medici, forse quello di Berlino). 
Figura emblematica fu Tommaso Portinari, dirigente del Banco Medici a Bruges e consigliere di Carlo il Temerario. Fu lui a spedire a Firenze il trittico di Hugo van der Goes e fu un fedele committente di Memling: ne esiste un doppio ritratto con la moglie su tavola, oggi al Metropolitan, ed è inoltre ritratto nella Passione di Torino. Sulla galea San Matteo, che trasportava il Trittico Tani, erano anche due sue pale d'altare, che con tutta la stiva vennero rubate in un arrembaggio dei corsari del Baltico. 
Anche i suoi nipoti furono committenti del Memling: Benedetto (un trittico) e suo fratello Folco (probabilmente un ritratto). Altre opere dell'artista arrivarono poi in città in altri modi, come la Madonna in trono tra due angeli, a Firenze almeno dall'ultimo decennio del Quattrocento, il Ritratto d'uomo con una medaglia romana, forse il medaglista Niccolò di Forzore Spinelli, e l'Uomo con la lettera, già nelle collezioni Corsini. Un altro fiorentino nelle Fiandre, Pierantonio Baroncelli, si fece ritrarre da un anonimo seguace di Memling in un trittico già in Santa Maria Nuova e oggi agli Uffizi, nelle due ante superstiti. Molto probabile è che comunque il numero di dipinti fiamminghi posseduti dalle famiglie fiorentine fosse ancora più alto delle opere oggi sicuramente individuate. 
Più rari furono gli scambi inversi, ma non assenti. La famiglia Mouscron ad esempio riuscì ad ottenere da Michelangelo una Madonna col Bambino (1503-1505 circa) oggi a Bruges.

## Influenze stilistiche

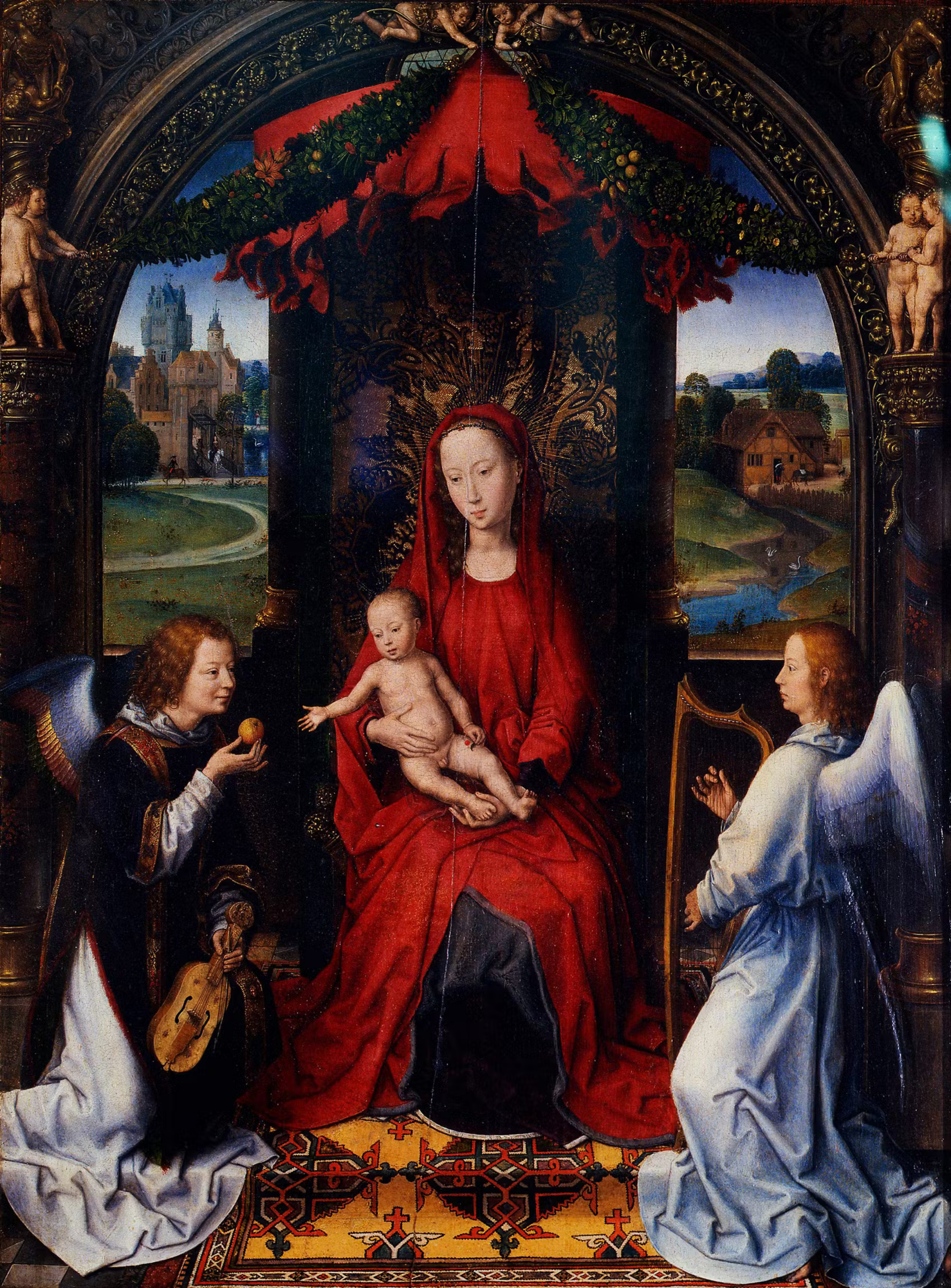
Hans Memling, Madonna in trono tra due angeli, Uffizi.

Le scuole pittoriche fiorentina e fiamminga avevano in comune la ricerca di una maggiore aderenza alla realtà oggettiva, che si traduceva però in mezzi diversi: la costruzione prospettica nel primo caso, la minuzia del dettaglio nel secondo. Le due scuole ebbero modo di confrontarsi e influenzarsi vicendevolmente: per le Fiandre partirono ad esempio opere di Luca della Robbia e Michelangelo (la Madonna di Bruges), mentre nel suo viaggio italiano Rogier van der Weyden fu influenzato dall'Angelico. 
Influenze fiamminghe si trovano nella pittura luminosa di Domenico Veneziano e dell'Angelico, nelle sperimentazioni di Filippo Lippi, fino alle esperienze della terza generazione come Sandro Botticelli e Domenico Ghirlandaio. Ghirlandaio in particolare arrivò a copiare il gruppo dei pastori del Trittico Portinari nel Adorazione dei pastori e compose un vaso di fiori su un tappeto colorato di gusto prettamente nordico nella Madonna in trono col Bambino e santi degli Uffizi. Tra le conquiste fiamminghe che più influenzarono la scuola locale ci furono la resa materica delle superfici, l'importanza del paesaggio nello sfondo e l'uso della natura morta, sebbene ancora relegata a dettagli secondari del dipinto. Inoltre fu importante la maggiore attenzione alla resa fisiognomica dei personaggi e i giochi di luci ed ombre, anche con molteplici fonti di luce, come apprese Piero della Francesca.